# Бабаев, Хивали
Бабаев Хивали Бабаевич (туркм. Hywaly Babaýew; 1902, Казанджик, Красноводский уезд, Закаспийская область, Туркестанский край, Российская империя — 30 августа 1941, Ашхабад, Туркменская ССР, СССР) — советский и туркменский государственный деятель, председатель Президиума Верховного Совета Туркменской ССР (1938—1941), депутат Верховного Совета СССР 1-го созыва (1938—1946?).

## Биография
Родился в семье скотовода в селении Казанджик.
В 1926 году в ВКП(б), ответственный секретарь районного комитета комсомола Туркменистана[где?], начальник отдела связи кооператива, в 1930 году — начальник сектора, член президиума союза кооперативов «Türkmenbirleşig», в 1932—1933 году — начальник Туркменского республиканского отделения «Заготскот», в 1934—1937 году учился в Коммунистическом Университете.
В 1934 году — начальник отдела правления «Гаудакстрой», с 2 марта по 24 июля 1938 года — председатель Центрального Исполнительного Комитета Туркменской ССР, затем — председатель Президиума Верховного Совета Туркменской ССР. 23 ноября 1939 награжден орденом Трудового Красного Знамени.
Был избран депутатом Верховного Совета СССР 1-го созыва от Туркменской ССР в Совет Национальностей в результате выборов 12 декабря 1937 года.
Трагически погиб в Ашхабаде — убит постовым при попытке проезда в штаб РККА.